# Daniel Fernández Crespo
Daniel Fernández Crespo, né le 28 avril 1901 dans le département de San José et mort en 1964, est un enseignant et homme d'État uruguayen.
Il est le président de l’Uruguay du 1er mars 1963 au 1er mars 1964 (Conseil national du gouvernement).

## Biographie
Membre du Parti national, il est sénateur et maire de Montevideo.